# Azoline
Les azolines ou pyrrolines, aussi connues sous le nom de dihydroazoles ou dihydropyrroles, sont un groupe de trois types de composés hétérocycliques ayant un cycle à 5 atomes dont un atome d'azote. 
Il existe trois sortes de pyrrolines, celles des trois isomères possibles des pyrroles dihydrogénées, correspondant aux trois possibilités de position de la liaison double.
La 1-Pyrroline est une imine cyclique, alors que les 2-pyrroline et 3-pyrroline sont des amines cycliques.
|             |             |             |
| 1-pyrroline | 2-pyrroline | 3-pyrroline |

## Pyrrolines substituées
- 2-acétyl-1-pyrroline, un composé aromatisé ayant une odeur proche du pain blanc.
- Thiénamycine, un antibiotique β-lactame.
- Acide 1-pyrroline-5-carboxylique, un métabolite biosynthétique.
- Porphyrine, constituée de deux paires alternées de pyrrole et de pyrroline connectés via des ponts méthine (=CH-).